# Момад, Осуфо
Осуфо Момад (порт. Ossufo Momade; 30 января 1961, остров Мозамбик) — мозамбикский военный и политик, один из руководителей РЕНАМО. Активный участник гражданской войны против марксистского правительства ФРЕЛИМО в 1970—1980-х годах. После окончания войны — правоконсервативный политик, депутат парламента, генеральный секретарь РЕНАМО. С 2013 возглавлял в партии департамент обороны и безопасности. С 5 мая 2018, после смерти Афонсу Длакамы, возглавил партию РЕНАМО в качестве временного координатора. 15 января 2019 на VI съезде партии избран председателем (президентом) РЕНАМО.

## Происхождение
Родился в мусульманской семье на острове Мозамбик (северная провинция Нампула). Начальное образование получил на родине. В 1973 отправился учиться в коммерческую школу Ковильяна (Португалия).
На следующий год, после Португальской революции, Осуфо Момад вернулся в Мозамбик, где начался процесс деколонизации. В 13-летнем возрасте был зачислен в Вооружённые силы освобождения Мозамбика — армию марксистского движения ФРЕЛИМО. Служил в качестве политкомиссара, затем по военно-медицинской части. Командовал армейским подразделением.

## В гражданской войне
30 мая 1977 в Народной Республике Мозамбик началась гражданская война между правительством ФРЕЛИМО и антикоммунистическим повстанческим движением РЕНАМО. В декабре 1978 в ходе одного из боестолкновений Осуфо Момад был взят в плен повстанцами и перешёл на сторону РЕНАМО.
Осуфо Момад примкнул к партизанской армии. Воевал в провинциях Тете, Маника, Софала под командованием Афонсу Длакамы. С 1981 командовал повстанческим подразделением. В 1983 — командующий фронтом РЕНАМО в Нампуле. Имел звание повстанческого генерала.
В этом качестве Осуфо Момад участвовал в мирных переговорах РЕНАМО с правительством. Состоял в двусторонней комиссии по наблюдению за прекращением огня.

## В легальной политике
После мирных соглашений 1992 Осуфо Момад перешёл к легальной политической деятельности. Он принадлежал к ближайшему окружению лидера РЕНАМО Афонсу Длакамы. В 1993 возглавлял партийный департамент по делам религий. Руководил процессом социальной адаптации бойцов РЕНАМО в Нампуле.
В 1996 Осуфо Момад был избран депутатом представительного органа Нампулы. С 1999 — депутат парламента от РЕНАМО. В 2007 занял пост генерального секретаря РЕНАМО. Оставался в этой должности до 2013, когда был переведён на руководство партийным департаментом обороны и безопасности.
Осуфо Момад придерживается правых национал-консервативных взглядов. Всегда неуклонно поддерживал Афонсу Длакаму, но занимал более жёсткую позицию в отношении ФРЕЛИМО.

## Преемник Афонсу Длакамы
3 мая 2018 года скончался Афонсу Длакама. 5 мая 2018 временным координатором РЕНАМО (до партийного съезда) был избран Осуфо Момад. Такое решение выглядело неожиданным, поскольку по уставу партию должен был возглавить генеральный секретарь Мануэл Бисопу. Так же потенциальным кандидатом считалась Ивоне Соареш, руководитель парламентской фракции РЕНАМО и племянница Афонсу Длакамы.
Комментаторы расценили избрание Осуфо Момада как взятие партийного руководства военным крылом РЕНАМО. В первом своём заявлении Момад пригрозил возобновить боевые действия, если правительство не выполнит соглашений, подписанных Афонсу Длакамой и с президентом Филипе Ньюси. В то же время он подтвердил верность РЕНАМО наследию Афонсу Длакамы и готовность выполнять заключённые им договорённости, если аналогичную позицию займут власти ФРЕЛИМО.
Наблюдатели отмечали, что Осуфо Момад не обладает политическим опытом и харизмой Афонсу Длакамы. Однако он весьма авторитетен в вооружённых формированиях РЕНАМО. Кроме того, дополнительный потенциал создаёт его принадлежность к мусульманской общине Мозамбика.

## Избранный председатель партии
15—18 января 2019 в Горонгосе состоялся очередной, VI съезд РЕНАМО. Съезд утвердил Осуфо Момада на посту председателя (президента) партии. За Момада проголосовали 410 делегатов. Элиаша Длакаму (брат покойного Афонсу Длакамы) поддержали 238, Мануэла Бисопу (на тот момент генеральный секретарь) — 7, Жулиану Пикарду (депутат парламента) — 5 голосов. Лидер столичной парторганизации и Эрминиу Мораиш снял свою кандидатуру и поддержал Момада.
В своей речи Осуфо Момад призвал «оставить в прошлом ненависть и интриги, стремиться к миру, единству, прощению и процветанию для всех мозамбикцев». Он подтвердил приверженность РЕНАМО заветам Афонсу Длакамы, идеям демократии и гуманизма. Момад призвал сплотить партийные ряды для победы всеобщих выборах, предстоящих 15 октября 2019 года. Он ещё раз объявил, что гражданская война в Мозамбике окончена, и РЕНАМО не вернётся на этот путь.
Осуфо Момад заявил также, что «споры о лидерстве в партии кончены». По его словам, съезд укрепил внутрипартийную демократию в РЕНАМО. В то же время Момад выразил особую благодарность военному крылу партии за оказанную поддержку.
Как укрепление позиций Осуфо Момада расценили комментаторы назначение нового генерального секретаря РЕНАМО в апреле 2019. Мануэл Бисопу был отстранён решением председателя четырьмя месяцами ранее. Этот пост занял депутат парламента Андре Мажибире, бывший личный референт покойного Афонсу Длакамы. Мажибире делегацию по военным вопросам на переговорах РЕНАМО с правительством и считается доверенным лицом Момада.

## Кандидат в президенты
В преддверии октябрьских всеобщих выборов 1 августа 2019 Осуфо Момад подписал с президентом Ньюси мирное соглашение при посредничестве ООН. На торжественной церемонии лидер РЕНАМО заверил, что «отныне насилие не будет использоваться как средство достижения политических целей».
15 октября 2019 в Мозамбике состоялись очередные выборы президента и депутатов парламента (также впервые избирались прямым голосованием губернаторы провинций). Осуфо Момад получил 1356789 голосов — 21,84 %. Президентом Мозамбика остался Филипе Ньюси, за которого проголосовали более 73 %. Заметно сократилось также представительство РЕНАМО в парламенте.